# Major League Soccer 1997
Major League Soccer 1997 byl 2. ročník soutěže Major League Soccer působící ve Spojených státech amerických. Základní část i playoff vyhrál tým D.C. United, který MLS vyhrál podruhé v řadě.

## Změny
Oproti předchozí sezoně se pouze nepatrně změnil název týmu Kansas City, z Wiz se stali Wizards.

## Sezona
Ročník 1997 začal v dubnu. Západní konferenci ovládl tým Kansas City Wizards, východní konferenci D.C. United, kteří vyhráli i celkovou tabulku a získali tak svůj první MLS Supporters' Shield. Playoff začalo 4. října utkáním Kansasu s Colorado Rapids. Rapids se postarali o překvapení, když jako čtvrtý nasazený tým západní konference po vítězstvích nad Kansasem a Dallas Burn postoupili do finále celé ligy. V něm ale nestačili na suverénní D.C. United, které po gólech Morena a Sanneha v 68. minutě vedli už 2:0 a za Rapids pouze upravil skóre v 75. minutě na 2:1 Adrián Paz. D.C. se tak podruhé v řadě stali mistrem MLS. Hráči D.C. ovládli i tabulku střelců, na prvním místě se umístil Jaime Moreno se 16 góly, na druhém Raúl Díaz Arce s 15. Na cenu pro nejproduktivnějšího hráče ligy ale nedosáhli, tu převzal americko-jugoslávský útočník Preki z Kansas City Wizards, který převzal i cenu pro nejlepšího hráče ligy.

## Základní část

### Západní konference
| Poř. | Tým                 | Z  | V  | R | P  | VG | OG | B  |
| ---- | ------------------- | -- | -- | - | -- | -- | -- | -- |
| 1.   | Kansas City Wizards | 32 | 14 | 7 | 11 | 57 | 51 | 49 |
| 2.   | Los Angeles Galaxy  | 32 | 14 | 2 | 16 | 55 | 44 | 44 |
| 3.   | Dallas Burn         | 32 | 13 | 3 | 16 | 55 | 49 | 42 |
| 4.   | Colorado Rapids     | 32 | 12 | 2 | 18 | 50 | 59 | 38 |
| 5.   | San Jose Clash      | 32 | 9  | 3 | 20 | 55 | 59 | 30 |

|  | Postup do playoff |

### Východní konference
| Poř. | Tým                            | Z  | V  | R | P  | VG | OG | B  |
| ---- | ------------------------------ | -- | -- | - | -- | -- | -- | -- |
| 1.   | D.C. United                    | 32 | 17 | 4 | 11 | 70 | 53 | 55 |
| 2.   | Tampa Bay Mutiny               | 32 | 14 | 3 | 15 | 55 | 60 | 45 |
| 3.   | Columbus Crew                  | 32 | 12 | 3 | 17 | 42 | 41 | 39 |
| 4.   | New England Revolution         | 32 | 11 | 4 | 17 | 40 | 53 | 37 |
| 5.   | New York/New Jersey MetroStars | 32 | 11 | 2 | 18 | 43 | 53 | 35 |

|  | Postup do playoff |

### Celkové pořadí
| Poř. | Tým                            | Z  | V  | R | P  | VG | OG | B  |
| ---- | ------------------------------ | -- | -- | - | -- | -- | -- | -- |
| 1.   | D.C. United                    | 32 | 17 | 4 | 11 | 70 | 53 | 55 |
| 2.   | Kansas City Wizards            | 32 | 14 | 7 | 11 | 57 | 51 | 49 |
| 3.   | Tampa Bay Mutiny               | 32 | 14 | 3 | 15 | 55 | 60 | 45 |
| 4.   | Los Angeles Galaxy             | 32 | 14 | 2 | 16 | 55 | 44 | 44 |
| 5.   | Dallas Burn                    | 32 | 13 | 3 | 16 | 55 | 49 | 42 |
| 6.   | Columbus Crew                  | 32 | 12 | 3 | 17 | 42 | 41 | 39 |
| 7.   | Colorado Rapids                | 32 | 12 | 2 | 18 | 50 | 59 | 38 |
| 8.   | New England Revolution         | 32 | 11 | 4 | 17 | 40 | 53 | 37 |
| 9.   | New York/New Jersey MetroStars | 32 | 11 | 2 | 18 | 43 | 53 | 35 |
| 10.  | San Jose Clash                 | 32 | 9  | 3 | 20 | 55 | 59 | 30 |

|  | Postup do playoff |

## Playoff
Hráno na dva vítězné zápasy, finále pouze jeden zápas
|  | Čtvrtfinále            | Čtvrtfinále   |                 |        | Semifinále | Semifinále |  |  | Finále | Finále |
|  | Západní konference     |               |                 |        |            |            |  |  |        |        |
|  |                        |               |                 |        |            |            |  |  |        |        |
|  | Kansas City Wizards    | 0 \| 2        |                 |        |            |            |  |  |        |        |
|  | Kansas City Wizards    | 0 \| 2        |                 |        |            |            |  |  |        |        |
|  | Colorado Rapids        | 3 \| 3        |                 |        |            |            |  |  |        |        |
|  | Colorado Rapids        | 3 \| 3        | Colorado Rapids | 1 \| 2 |            |            |  |  |        |        |
|  |                        |               | Colorado Rapids | 1 \| 2 |            |            |  |  |        |        |
|  |                        | Dallas Burn   | 0 \| 1          |        |            |            |  |  |        |        |
|  | Los Angeles Galaxy     | Dallas Burn   | 0 \| 1          | 0 \| 0 |            |            |  |  |        |        |
|  | Los Angeles Galaxy     |               |                 | 0 \| 0 |            |            |  |  |        |        |
|  | Dallas Burn            | 0 \| 3        |                 |        |            |            |  |  |        |        |
|  | Dallas Burn            | 0 \| 3        | Colorado Rapids | 1      |            |            |  |  |        |        |
|  | Východní konference    |               | Colorado Rapids | 1      |            |            |  |  |        |        |
|  |                        | D.C. United   | 2               |        |            |            |  |  |        |        |
|  | D.C. United            | D.C. United   | 2               | 4 \| 1 |            |            |  |  |        |        |
|  | D.C. United            |               |                 | 4 \| 1 |            |            |  |  |        |        |
|  | New England Revolution | 1 \| 1        |                 |        |            |            |  |  |        |        |
|  | New England Revolution | 1 \| 1        | D.C. United     | 3 \| 1 |            |            |  |  |        |        |
|  |                        |               | D.C. United     | 3 \| 1 |            |            |  |  |        |        |
|  |                        | Columbus Crew | 2 \| 0          |        |            |            |  |  |        |        |
|  | Tampa Bay Mutiny       | Columbus Crew | 2 \| 0          | 1 \| 0 |            |            |  |  |        |        |
|  | Tampa Bay Mutiny       |               |                 | 1 \| 0 |            |            |  |  |        |        |
|  | Columbus Crew          | 2 \| 2        |                 |        |            |            |  |  |        |        |
|  | Columbus Crew          | 2 \| 2        |                 |        |            |            |  |  |        |        |

### Finále
| 26. října 1997                   |     |                 |                                                                                          |
| D.C. United                      | 2:1 | Colorado Rapids | Robert F. Kennedy Memorial Stadium, Washington, D.C. diváci: 57 431 rozhodčí: Brian Hall |
| Jaime Moreno 37' Tony Sanneh 68' |     | 75' Adrián Paz  | Robert F. Kennedy Memorial Stadium, Washington, D.C. diváci: 57 431 rozhodčí: Brian Hall |

| D.C. United | Colorado Rapids |

| GK          | 1  | Scott Garlick    | 20' |
| DF          | 12 | Jeff Agoos       |     |
| DF          | 18 | Carlos Llamosa   |     |
| DF          | 23 | Eddie Pope       |     |
| DF          | 24 | David Vaudreuil  |     |
| MF          | 10 | Marco Etcheverry |     |
| MF          | 6  | John Harkes (C)  |     |
| MF          | 20 | Tony Sanneh      |     |
| MF          | 16 | Richie Williams  |     |
| FW          | 21 | Raúl Díaz Arce   |     |
| FW          | 9  | Jaime Moreno     |     |
| Trenér:     |    |                  |     |
| Bruce Arena |    |                  |     |

| GK             | 1  | Marcus Hahnemann   |     |     |
| DF             | 12 | Matt Kmosko        |     |     |
| DF             | 21 | Chris Martinez     |     | 59' |
| DF             | 4  | Steve Trittschuh   |     |     |
| DF             | 2  | Peter Vermes       |     |     |
| MF             | 17 | Marcelo Balboa (C) | 86' |     |
| MF             | 8  | Paul Bravo         |     | 27' |
| MF             | 19 | Chris Henderson    |     |     |
| MF             | 3  | Sean Henderson     |     | 81' |
| FW             | 6  | David Patiño       |     |     |
| FW             | 10 | Steve Rammel       |     |     |
| Náhradníci:    |    |                    |     |     |
| FW             | 23 | Wolde Harris       |     | 27' |
| MF             | 11 | Adrián Paz         |     | 59' |
| MF             | 20 | Ross Paule         |     | 81' |
| Trenér:        |    |                    |     |     |
| Glenn Myernick |    |                    |     |     |

#### Vítěz
| Major League Soccer 1997 D.C. United 2. titul B: Garlick, Simpson O: Agoos, Iroha, Llamosa, Peay, Pope, Vaudreuil Z: Etcheverry, Gori, Harkes, Kamler, Kelderman, Maessner, Marsch, Sanneh, Williams Ú: Díaz Arce, Moreno, Wegerle Trenér: Bruce Arena, Asistent trenéra: Bob Bradley |

## MLS All-Star Game 1997
| 9. července 1997                                                                                       |     |                                                                           |                                                                                     |
| MLS All-Stars East                                                                                     | 5:4 | MLS All-Stars West                                                        | Giants Stadium, East Rutherford, New Jersey diváci: 24 816 rozhodčí: Arturo Angeles |
| Carlos Valderrama 50' Giuseppe Galderisi 63' Robert Warzycha 66' Richie Williams 70' Brian McBride 88' |     | 11' Dante Washington 44' Jorge Campos 80' Vitalis Takawira 86' Cobi Jones | Giants Stadium, East Rutherford, New Jersey diváci: 24 816 rozhodčí: Arturo Angeles |

| MLS All-Stars East: |    |                    |  |     |     |
|                     |    |                    |  |     |     |
| GK                  |    | Walter Zenga       |  | 46' |     |
| DF                  | 23 | Eddie Pope         |  | 46' |     |
| DF                  |    | Alexi Lalas        |  | 46' |     |
| DF                  | 12 | Jeff Agoos         |  |     |     |
| MF                  | 19 | Robert Warzycha    |  |     | 79' |
| MF                  | 6  | John Harkes        |  | 46' |     |
| MF                  | 7  | Roberto Donadoni   |  | 28' |     |
| MF                  | 8  | Carlos Valderrama  |  |     |     |
| MF                  |    | Marco Etcheverry   |  | 46' |     |
| FW                  | 2  | Raúl Díaz Arce     |  | 46' | 79' |
| FW                  |    | Jaime Moreno       |  | 46' |     |
| Náhradníci:         |    |                    |  |     |     |
| GK                  |    | Tony Meola         |  | 46' |     |
| DF                  | 4  | Ted Chronopoulos   |  | 46' |     |
| DF                  |    | Frank Yallop       |  | 46' |     |
| MF                  | 16 | Richie Williams    |  | 46' |     |
| MF                  | 14 | Steve Ralston      |  | 28' |     |
| FW                  | 20 | Giuseppe Galderisi |  | 46' |     |
| FW                  | 11 | Chiquinho Conde    |  | 46' |     |
| FW                  | 15 | Brian McBride      |  | 46' |     |
| Trenér:             |    |                    |  |     |     |
| neznámá vlajka      |    |                    |  |     |     |

| MLS All-Stars West: |    |                     |  |     |     |
|                     |    |                     |  |     |     |
| GK                  | 1  | Mark Dodd           |  |     | 58' |
| DF                  | 2  | Diego Soñora        |  |     |     |
| DF                  |    | Richard Gough       |  | 46' |     |
| DF                  |    | Marcelo Balboa      |  | 46' |     |
| MF                  |    | Chris Henderson     |  |     |     |
| MF                  |    | Damian Silvera      |  | 46' |     |
| MF                  | 10 | Mauricio Cienfuegos |  |     |     |
| MF                  |    | Preki               |  | 46' |     |
| MF                  | 66 | Alain Sutter        |  | 35' |     |
| FW                  | 12 | Vitalis Takawira    |  | 46' | 58' |
| FW                  |    | Dante Washington    |  | 46' |     |
| Náhradníci:         |    |                     |  |     |     |
| GK                  | 9  | Jorge Campos        |  | 35' |     |
| DF                  | 3  | John Doyle          |  | 46' |     |
| MF                  | 7  | Mark Santel         |  | 46' |     |
| MF                  | 23 | Cobi Jones          |  | 46' |     |
| MF                  | 13 | Mark Chung          |  | 46' |     |
| FW                  |    | Mo Johnston         |  | 46' |     |
| FW                  | 20 | Ronald Cerritos     |  | 46' |     |
| Trenér:             |    |                     |  |     |     |
| neznámá vlajka      |    |                     |  |     |     |

## Ocenění

### Hráč týdne
| #  |              | Hráč               | Klub                           |
| -- | ------------ | ------------------ | ------------------------------ |
| 1  | USA          | Dave Salzwedel     | San Jose Clash                 |
| 2  | Itálie       | Giuseppe Galderisi | Tampa Bay Mutiny               |
| 3  | Kolumbie     | Carlos Valderrama  | Tampa Bay Mutiny               |
| 4  | Salvador     | Raúl Díaz Arce     | D.C. United                    |
| 5  | USA          | Dante Washington   | Dallas Burn                    |
| 6  | Itálie       | Roberto Donadoni   | New York/New Jersey MetroStars |
| 7  | Jižní Afrika | Doctor Khumalo     | Columbus Crew                  |
| 8  | Argentina    | Damian Alvarez     | Dallas Burn                    |
| 9  | Mosambik     | Chiquinho Conde    | New England Revolution         |
| 10 | USA          | Preki              | Kansas City Wizards            |
| 11 | USA          | Eric Wynalda       | San Jose Clash                 |
| 12 | USA          | Preki              | Kansas City Wizards            |
| 13 | Brazílie     | Gilmar             | Tampa Bay Mutiny               |
| 14 | USA          | Paul Bravo         | Colorado Rapids                |
| 15 | USA          | Tab Ramos          | New York/New Jersey MetroStars |
| 16 | USA          | Dante Washington   | Dallas Burn                    |
| 17 | Kolumbie     | Antony de Ávila    | New York/New Jersey MetroStars |
| 18 | Brazílie     | Gilmar             | Tampa Bay Mutiny               |
| 19 | Jamajka      | Wolde Harris       | Colorado Rapids                |
| 20 | USA          | Thomas Dooley      | Columbus Crew                  |
| 21 | Venezuela    | Giovanni Savarese  | New York/New Jersey MetroStars |
| 22 | Bolívie      | Marco Etcheverry   | D.C. United                    |
| 23 | Ekvádor      | Eduardo Hurtado    | Los Angeles Galaxy             |
| 24 | USA          | Cobi Jones         | Los Angeles Galaxy             |
| 25 | Mexiko       | Martín Vásquez     | Tampa Bay Mutiny               |
| 26 | USA          | Marcelo Balboa     | Colorado Rapids                |

### Hráč měsíce
| #        |           | Hráč         | Klub                   |
| -------- | --------- | ------------ | ---------------------- |
| duben    | Bolívie   | Jaime Moreno | D.C. United            |
| květen   | Švýcarsko | Alain Sutter | Dallas Burn            |
| červen   | USA       | John Harkes  | D.C. United            |
| červenec | Brazílie  | Wélton       | Los Angeles Galaxy     |
| srpen    | USA       | Brad Friedel | Columbus Crew          |
| září     | Itálie    | Walter Zenga | New England Revolution |

### Nejlepší hráči
- Nejlepší hráč:  Preki (Kansas City Wizards)
- Nejproduktivnější hráč:  Preki (Kansas City Wizards)
- Obránce roku:  Eddie Pope (D.C. United)
- Brankář roku:  Brad Friedel (Columbus Crew)
- Nováček roku:  Mike Duhaney (Tampa Bay Mutiny)
- Trenér roku:  Bruce Arena (D.C. United)
- Gól roku:  Marco Etcheverry (D.C. United)
- Cena Fair Play:  Mark Chung (Kansas City Wizards)

#### MLS Best XI 1997
| Brankář                      | Obránci | Záložníci | Útočníci                                                    |
| ---------------------------- | --- | --- | ----------------------------------------------------------- |
| Brad Friedel (Columbus Crew) | Jeff Agoos (D.C. United) Thomas Dooley (Columbus Crew) Richard Gough (Kansas City Wizards) Eddie Pope (D.C. United) | Mark Chung (Kansas City Wizards) Marco Etcheverry (D.C. United) Preki (Kansas City Wizards) Carlos Valderrama (Tampa Bay Mutiny) | Ronald Cerritos (San Jose Clash) Jaime Moreno (D.C. United) |

### Nejlepší střelci
| # | Hráč                 | Klub                           | Góly |
| - | -------------------- | ------------------------------ | ---- |
| 1 | Jaime Moreno         | D.C. United                    | 16   |
| 2 | Raúl Díaz Arce       | D.C. United                    | 15   |
| 3 | Giovanni Savarese    | New York/New Jersey MetroStars | 14   |
| 4 | Preki                | Kansas City Wizards            | 12   |
| 4 | Ronald Cerritos      | San Jose Clash                 | 12   |
| 4 | Dante Washington     | Dallas Burn                    | 12   |
| 7 | Damián Álvarez Arcos | Dallas Burn                    | 11   |
| 7 | Wélton               | Los Angeles Galaxy             | 11   |
| 9 | Jeff Baicher         | San Jose Clash                 | 10   |
| 9 | Mark Chung           | Kansas City Wizards            | 10   |
| 9 | Roy Lassiter         | Tampa Bay Mutiny               | 10   |
| 9 | Lawrence Lozzano     | San Jose Clash                 | 10   |